# وداعا جوليا

من ملصقات الفيلم

وداعاً جوليا فيلم دراما سوداني من تأليف وإخراج محمد كردفاني الذي يعتبر الفيلم دعوة للتصالح كما يلقي الضوء على القوى المحركة الاجتماعية التي أدت إلى انفصال جنوب السودان، ويقول: "أنا لست سياسيّاً، لكنّ فيلمي "وداعاً جوليا" يتناول ويلات الحرب، التي اعتبرها "أمّ البلاءات" وقد اجتاحت الحرب كل تفاصيل حياتنا…. يسعى الفيلم إلى سبر أغوار هذه الكارثة التي تضرب الشعوب وتُخلّف وراءها أحزاناً ودماراً تحتاج تلك الشعوب إلى دهورٍ طويلة لتجاوز آثارها وتداعياتها."

## أبطال الفيلم وموضوعه
يشارك في بطولة الفيلم الممثلة المسرحية والمغنية إيمان يوسف، وعارضة الأزياء الشهيرة وملكة جمال السودان السابقة سيران رياك، والممثل المخضرم نزار جمعة وقير دوينى الذى اختارته المفوضية السامية للأمم المتحدة لشؤون اللاجئين سفيرا للنوايا الحسنة عن منطقة شرق إفريقيا والقرن الإفريقي. تدور أحداث الفيلم في الخرطوم قبيل انفصال الجنوب، حيث تتسبب "منى"، المرأة الشمالية التي تعيش مع زوجها "أكرم"، بمقتل رجل جنوبي ثم تقوم بتعيين زوجته "جوليا"، التي تبحث عنه، كخادمة في منزلها ومساعدتها سعياً للتطهر من الإحساس بالذنب.

## تطوير الفيلم
تلقى الفيلم دعماً من "مهرجان البحر الأحمر" و"مؤسسة آفاق".
فاز الفيلم، وهو في مرحلة التطوير، بجائزة أفضل مشروع في مرحلة التطوير بقيمة 15 ألف دولار أمريكي، وشهادة منصة الجونة السينمائية وجائزة "نيو سينشري" بقيمة 10 آلاف دولار أمريكي  وجائزة ضمان توزيع من "ماد سوليوشنز" و"إرجو ميديا فينتشرز" بقيمة 30 ألف دولار أمريكي وجائزة "سباركل" بقيمة 10 آلاف دولار أمريكي وجائزة "منتور شيب" المقدمة من (IEFTA)
كما فاز بمسابقة الترويج في "مهرجان اسبينهو" للمخرجين الجدد

## البطولة
- إيمان يوسف في دور منى
- سيران رياك في دور جوليا
- نزار جمعة في دور أكرم
- قير دواني في دور ماجير
- ستيفانوس جيمس بيتر في دور دانييل

## الفيلم في مهرجان كان
تم اختيار الفيلم في مسابقة "نظرة ما" ضمن فعاليات النسخة 76 من مهرجان كان السينمائي الدولي التي تجري فعالياتها في الفترة ما بين 16 إلى 27 مايو، ليصبح أول فيلم سوداني في تاريخ المهرجان. حيث منحت لجنة التحكيم التي ترأسها الممثل الأميركي جون سي رايلي، جائزة باسم "جائزة الحرية" للفيلم السوداني وداعا جوليا للمخرج السودان محمد كرودفاني.

## الجوائز والترشيحات
| قائمة الجوائز والترشيحات    | قائمة الجوائز والترشيحات | قائمة الجوائز والترشيحات | قائمة الجوائز والترشيحات | قائمة الجوائز والترشيحات |
| الجائزة                     | الفئة                    | المستلم                  | النتيجة                  | م.                       |
| --------------------------- | ------------------------ | ------------------------ | ------------------------ | ------------------------ |
| مهرجان بغداد السينمائي 2024 | أفضل فيلم روائي طويل     | وداعا جوليا              | فوز                      | [ 31 ]                   |

## وصلات خارجية
- وداعا جوليا على موقع IMDb (الإنجليزية)
- وداعا جوليا على موقع ألو سيني (الفرنسية)
- وداعا جوليا على موقع فيلمافينيتي (الإسبانية)
- وداعا جوليا على موقع قاعدة بيانات الأفلام السويدية (السويدية)
- وداعا جوليا على موقع قاعدة بيانات الفيلم (الإنجليزية)
- وداعا جوليا على موقع ليتربوكسد (الإنجليزية)